# Le Monstre (La Ronde)
Ne doit pas être confondu avec The Monster (Adventureland) ou The Monster (Walygator Grand Est).
Pour les articles homonymes, voir Le Monstre.
Le Monstre est un parcours de montagnes russes du parc d'attractions montréalais La Ronde. Ce sont les seules montagnes russes en bois du parc et les plus hautes montagnes russes en bois à double voie (ou parcours) en Amérique du Nord. Contrairement à la plupart des autres montagnes russes doubles en bois, les deux parcours du Monstre ne suivent pas exactement le même trajet, ce qui fait son originalité. La voie #1 est légèrement plus rapide que la voie #2 de par le concept même de l'attraction. La voie 1 étant plus « douce » et plus « coulante » que la voie 2, plus « brute » et « excessive ». En effet, la voie #1 possède de plus faibles variation d'altitude que la voie 2. Ainsi, lorsque le train remonte une colline sur la voie 1, il conserve une vélocité plus importante qu'un train sur la voie 2, ce qui occasionne un trajet de 3  à   6 secondes plus court même si la longueur totale de la voie 2 excède de 9 mètres celle de la voie 1.

## Caractéristiques
Le manège a été conçu et construit par William Cobb & Associates. Il est possible d'utiliser 4 trains, deux trains par parcours, ce qui permet d'accueillir jusqu'à 112 personnes simultanément pour profiter durant 1 218 mètres de la voie 2 ou 1 227 mètres de la voie 1. Depuis 2014, le Monstre est équipé de nouveaux trains étant donné que les anciens étaient trop vieux. Après plusieurs tests de sécurités, des mécaniciens s'inquiétaient de l'état et du vieillissement de la structure puisque les nouveaux trains sont plus lourds que les anciens. Durant la saison 2013, l'' attraction est demeurée fermée à cause de plaintes de mécaniciens inquiets. Depuis 2014, l'attraction fonctionne avec 5 wagons par trains au lieu de 7. Les opérateurs doivent également décaler les départs des trains pour de ne pas surcharger la structure. D'une hauteur de 39,94 mètres et à poids égal, la vitesse du train varie de 95  à   104 km/h (sur le contrôle opérationnel du Monstre, la vitesse du train est calculée « chronométriquement » en secondes, variant de 58  à   72 secondes), selon les conditions atmosphériques telles l'humidité relative et la température ambiante, provoquant ainsi une variation de friction du train sur le rail. De plus, la vitesse de la chaîne mécanique qui monte le train au premier sommet est modifiable afin de « lancer » le train à une vitesse différente. Faire un tour du Monstre en après-midi est bien différent d'un tour la nuit.
Les deux parcours n'ont pas été ouverts au public la même année. En effet, les concepteurs ont d'abord construit le parcours #2, mis en service en juillet 1985. Le parcours #1 a été terminé à la mi-novembre de la même année (1985). Une grève des employés d'entretien du parc, membre du syndicat #301 des cols bleus de la Ville de Montréal, a eu comme conséquence de ralentir les travaux du Monstre. L'idée que les constructeurs voulaient attendre de voir si le manège était assez populaire pour justifier la construction d'un deuxième parcours est fausse. Les quelques chanceux ayant essayé le parcours #2 à l'été 1985 ont pu observer quelques mètres de rail du parcours #1 déjà entamés.

## Le parcours
Le Monstre possède deux parcours, communément appelés « parcours 1 » et « parcours 2 ». Les deux se suivent et s'entrecroisent plus de 17 fois, l'un à côté de l'autre ou l'un sous l'autre. Voici un résumé global du circuit : 

Après avoir quitté la station, le train avance lentement pour faire un demi-tour et s'élancer dans la pente initiale et remontée mécanique. Les bruits métalliques des goupilles anti-recul, sous le train, sont forts et puissants. Cela constitue un des nombreux facteurs donnant au Monstre la notoriété de manège le plus effrayant du parc.
Arrivé à une altitude d'environ 40 mètres, le train fait une première descente de seulement 20 mètres, ce qui met les passagers en confiance. Il tourne ensuite lentement vers la gauche en remontant, pour poursuivre cette courbe en un plongeon extraordinaire qui l'amène à la hauteur du sol. C'est à ce moment que l'on peut atteindre le maximum de la vitesse, le train remonte en ligne droite et puis redescend pour atteindre l'autre extrémité du manège. Il effectue ensuite une longue courbe en descente de plus en plus rapide. Le train voyage ensuite à plus basse hauteur, ce qui nous donne l'impression de voyager dans une montagne de bois, parmi la structure. Il effectue ensuite un autre grand virage pour passer dans un tunnel et arriver à la station, le tout entre 58  et   72 secondes (calculé depuis le sommet de la remontée mécanique).

## Trains
Pour la saison 2013, les trains ont été remplacés par quatre nouveaux trains de PTC, 4 trains de 5 wagons, les passagers sont placés à deux sur deux rangées pour un total de 20 passagers par train. Les passagers sont maintenus par une lap-bar individuelle.
De 1985 à 2012, le monstre possédait des trains D. H. Morgan Manufacturing de 7 wagons chacun, qui avaient une lap-bar pour 2 personnes.

## Incidents
Il arrive fréquemment de voir un train s'arrêter dans la pente initiale ou sur la chaîne mécanique. Lors d'ajout/retrait de trains sur un parcours, les trains déjà sur le parcours doivent être arrêtés dans la pente initiale. Le système de sécurité du manège ne « tolère » pas 2 trains en station, d'où l'arrêt d'un train dans la pente initiale.
Le 23 mai 1999, vers 19:30, le train s'est immobilisé sur la pente initiale dû à une malfonction mécanique. Tous les 28 passagers ont pu être évacués par les pompiers de la ville de Montréal,.
En 2001, un disjoncteur du moteur de la chaîne mécanique a brûlé. Le train arrêté dans la pente initiale fut évacué par le personnel de sécurité à l'aide de harnais de sûreté.
Le 19 juillet 2003, la lap-bar d'un wagon occupé s'est levée au plein sommet de la montagne russe. Les quatre occupants sont restés collés à leur siège grâce à la force gravitationnelle. Une enquête menée par Six Flags a conclu que l'accident était dû à une erreur humaine. Toutefois, celui-ci a choisi d'installer des ceintures de sécurité supplémentaires afin de renforcer le sentiment de sécurité de ses visiteurs,,.
En 2006, la directrice des opérations et du service à la clientèle est tombée de la table de transfert durant le retrait d'un deuxième train de la voie 1. Celle-ci a fait une chute de 5 mètres et a eu des blessures graves avec séquelles permanentes, dont les deux bras fracturés et plusieurs blessures internes. Cependant, aucun problème mécanique du manège n'est à l'origine de cet accident, si ce n'est dans la conception même du manège au niveau de la procédure du retrait/ajout de trains. Le train doit être retenu et repoussé manuellement, à bras, avec un minimum de 5 employés. Cette opération est normalement effectuée par des gérants, employés cadre et/ou mécaniciens d'entretien. Cependant, cet incident fut causé par une simple erreur humaine, à savoir, l'oubli de la fermeture d'une trappe, au centre de la voie, permettant d'effectuer des travaux sous le train. C'est en poussant le train vers son « garage », que l'employée fit cette chute, n'ayant vu le trou au centre de la voie.
À l'ouverture 2009, le 18 mai, un train est resté bloqué en milieu de parcours, par un excès de friction sur les rails. Les 26 personnes coincées ont été évacuées sans problème avec l'aide des pompiers de la ville de Montréal.